# Хавер-Лёсет, Нина
Нина Хавер-Лёсет (норв. Nina Haver-Løseth; 27 февраля 1989, Олесунн) — норвежская горнолыжница, бронзовый призёр Олимпийских игр 2018 года. Имеет двух сестер Мону и Лене, которые так же являются горнолыжницами и выступают за сборную Норвегии.

## Карьера
В январе 2005 года впервые выступила на этапе Кубка Европы по эгидой FIS, по итогам сезона заняла второе место в итоговом зачете в дисциплине слалом вслед за француженкой Сандрин Обер. В марте 2006 года завоевала бронзовую награду на юниорском чемпионате мира в Канаде в дисциплине слалом.
В 2006 году дебютировал на этапе Кубка мира. Уже в третьей своей гонке ей удалось набрать зачетные очки, в декабре 2010 года попала в десятку на этапе в австрийском Земмеринге, что позволило ей квалифицироваться на чемпионат мира в Оре, на котором она заняла десятую позицию в слаломе. В сезоне 2006/2007 года она стабильно попадала в топ-15 на этапах Кубка мира в дисциплине слалом, по итогам сезона расположилась на итоговом девятом месте, добившись наивысшего пятого результата на этапе в Загребе.
Следующий сезон выдался для спортсменки неудачным, Лёсет часто не доходила до финиша, высшем результатом в сезоне стало десятое место в слаломе на этапе в Ла-Молине. Однако на юниорском чемпионате мира в Гармиш-Партенкирхене спортсменка завоевывает бронзовую награду. На чемпионате мира 2009 года в Валь-д’Изере спортсменка не доходит до финиша. Сезон 2008/2009 является для нее самым неудачным в карьере, лишь дважды за все этапы горнолыжнице удается попасть первую двадцатку. С начала 2009 года она регулярно возвращается к выступлениям в Кубке Европы.
По причине травм спортсменка практически полностью пропускает горнолыжный сезон 2010/2011, в сезоне 2011/2012 она выступает в зачете Кубка Европы.
В 2013 году она возвращается в зачет Кубка мира, и занимает четвертое место на этапе в Загребе. Сезон 2013/2014 спортсменка значительно улучшает свои результаты в дисциплине гигантский слалом, и в декабре 2013 года занимает девятое место на этапе в Лиенце, на этом же этапе она поднимается на пятое место в слаломе. 4 января 2015 года она впервые попадает на подиум этапа Кубка мира, заняв третье место в слаломе на этапе в Загребе.
5 февраля 2016 года Лёсет впервые в карьере выигрывает этап кубка мира по слалому в Санта-Катерине. В июле спортсменка выход замуж за норвежского горнолыжника и партнера по команде Германа Хавер-Матисена. С сезона 207/2018 выступает под двойной фамилией Хавер-Лёсет. На Олимпийских играх 2018 года в Пхёнчхане выигрывает бронзовую награду в составе сборной Норвегии в новой олимпийской дисциплине — командных соревнованиях.
Завершила карьеру в марте 2020 года.

## Личная жизнь
С 2016 года замужем за норвежского горнолыжника и партнера по команде Германа Хавер-Матисена. 22 февраля 2021 года у супругов родился сын Генри Хавер-Лёсет.

## Результаты

### Сезоны кубка мира
| Год  | Возраст | Итоговое место | Слалом | Гигантский слалом | Супергигант | Скоростной спуск | Комбинация |
| ---- | ------- | -------------- | ------ | ----------------- | ----------- | ---------------- | ---------- |
| 2006 | 16      | 116            | 52     | —                 | —           | —                | —          |
| 2007 | 17      | 59             | 20     | 44                | —           | —                | —          |
| 2008 | 18      | 37             | 10     | 41                | —           | —                | —          |
| 2009 | 19      | 85             | 30     | —                 | —           | —                | —          |
| 2010 | 20      | 101            | 41     | —                 | —           | —                | —          |
| 2011 | 21      |                |        |                   |             |                  |            |
| 2012 | 22      |                |        |                   |             |                  |            |
| 2013 | 23      | 56             | 24     | 47                | —           | —                | —          |
| 2014 | 24      | 22             | 12     | 17                | —           | —                | —          |
| 2015 | 25      | 23             | 10     | 21                | —           | —                | —          |
| 2016 | 26      | 9              | 8      | 6                 | —           | —                | —          |
| 2017 | 27      | 12             | 7      | 14                | —           | —                | —          |
| 2018 | 28      | 19             | 7      | 23                | —           | —                | —          |

- Данные на 4 февраля 2018

### Подитог
- 2 победы — (1 Слалом, 1 Параллельный слалом)
- 8 подиумов — (4 Слалом, 2 Гигантский слалом], 2 Параллельный слалом)

### На чемпионатах мира
| Год  | Возраст | Слалом | Гигантский слалом | Супергигант | Скоростной спуск | Комбинация |
| ---- | ------- | ------ | ----------------- | ----------- | ---------------- | ---------- |
| 2007 | 17      | 10     | 30                | —           | —                | —          |
| 2009 | 19      | НФ     | —                 | —           | —                | —          |
| 2011 | 21      |        |                   |             |                  |            |
| 2013 | 23      | НФ     | 35                | —           | —                | —          |
| 2015 | 25      | 11     | 11                | —           | —                | —          |
| 2017 | 27      | 26     | 10                | —           | —                | —          |

### На Олимпийских играх
| Год  | Возраст | Слалом | Гигантский слалом | Супергигант | Скоростной спуск | Суперкомбинация | Команда |
| ---- | ------- | ------ | ----------------- | ----------- | ---------------- | --------------- | ------- |
| 2014 | 24      | НФ     | 17                | —           | —                | —               | н/п     |
| 2018 | 28      | 6      | 15                | —           | —                | —               | 3       |